# Horváth György (élelmiszervegyész)
Horváth György Sándor (Földeák, 1930. január 4. –) magyar élelmiszervegyész.

## Életpályája
1948-ban érettségizett a kecskeméti Református Kollégium Gimnáziumban. 1952-ben diplomázott a József Attila Tudományegyetemen, ahol okleveles vegyész lett. 1952-től a Hatvani Vegyipari Technikumban tanított mint műszaki tanár. 1954-től a Kecskeméti Konzervgyár laborvezetője volt. 1960-ban Kecskeméten a Megyei Minőségvizsgáló Intézet (MMI) igazgatóhelyettese, majd igazgatója volt. 1960–1981 között a Magyar Szabványügyi Hivatal (MSZH) Konzervipari Szakbizottság tagja, 1981–1991 között elnöke volt. 1965–1974 között a Műszaki és Természettudományi Egyesületek Szövetsége (MTESZ) Bács-Kiskun megyei Szervezetének titkára, 1974–1988 között elnökségi tagja, 1988–1990 között társelnöke volt, 1990 óta tanácselnöke. 1970-ben Kecskeméten a Megyei Élelmiszerellenőrző és Vegyvizsgáló Intézet (MÉVI) igazgatója volt. 1970–1978 között a Fűszerpaprika Szakbizottság tagja, 1978–1991 között elnöke volt. 1978-ban egyetemi doktori címet szerzett a József Attila Tudományegyetemen. 1980-tól a Codex Alimentarius Tartósítóipari termékek Magyar Munkabizottságának tagja. 1981–1991 között az Adalékanyag Szakbizottság tagja volt. 1983-ban a Bács-Kiskun Megyei Állategészségügyi és Élelmiszer Ellenőrző Állomás (ÁÉEÁ) igazgatóhelyettes-főmérnöke lett. 1985–1990 között a Magyar Kémikusok Egyesülete Bács-Kiskun megyei Szervezetének elnök volt. 1990-ben nyugdíjba vonult. 1991–1998 között a Balaton Trading Kft. minőségbiztosítási felügyelőjeként dolgozott. 

## Művei
- Szerves kémiai folyamatok és jelenségek vizsgálata a fűszerpaprika őrlemény gyártásában (Szeged, 1979)

## Díjai
- MTESZ-díj (1973)[1]
- Preisich Miklós-díj (1994)[1]
- Vasdiploma (2017)
- Kiváló Munkáért díj
- MÉTE Társadalmi Munkáért díj
- 25 éves Társadalmi Munkáért díj